# Secuestro broncopulmonar
Un secuestro broncopulmonar es una anormalidad congénita de una porción del pulmón que está separada del resto del parénquima pulmonar, recibiendo su aporte sanguíneo de una arteria sistémica.
Generalmente diagnosticada en niños. El tratamiento es la segmentectomía a través de una toracotomía. Son más frecuente en el pulmón izquierdo y en los lóbulos inferiores (60%-90%), aunque pueden verse en cualquier lóbulo, incluir todo el pulmón o incluso debajo del diafragma simulando un tumor abdominal.

## Tipos

### Secuestro intralobar
- La variedad intralobular representa el 75 por ciento de todos los secuestros.[1]
- Suele presentarse en la adolescencia o edad adulta como neumonías recurrentes .
- El tejido pulmonar se encuentra dentro de la misma pleura visceral que el lóbulo en el que se encuentra.
- Los hombres y las mujeres se ven igualmente afectados.
- El suministro arterial generalmente se deriva de la aorta torácica inferior o abdominal superior.
- El drenaje venoso suele ser hacia la aurícula izquierda a través de las venas pulmonares estableciendo un shunt de izquierda a izquierda .
- Pueden ocurrir conexiones anormales con la vena cava , la vena ácigos o la aurícula derecha.
- Dos tercios de las veces, el secuestro se localiza en la canaleta paravertebral en el segmento posterior del lóbulo inferior izquierdo.
- A diferencia del secuestro extralobular, rara vez se asocia con otras anomalías del desarrollo.
- Los pacientes presentan signos y síntomas de infección pulmonar de una masa en el lóbulo inferior.
- Se cree que los secuestros se infectan cuando las bacterias migran a través de los poros de Kohn o si el secuestro es incompleto.

#### Secuestro extralobar
- La variedad extralobular representa el 25 por ciento de todos los secuestros.
- Inicio generalmente en la infancia con compromiso respiratorio.
- Se desarrolla como un pulmón accesorio contenido dentro de su propia pleura.
- Predominio masculino a femenino de 3:1 a 4:1.
- Relacionado con el hemidiafragma izquierdo en el 90% de los casos.
- Puede presentarse como una masa subdiafragmática o retroperitoneal.
- En general, el riego arterial proviene de un vaso aberrante de la aorta torácica.
- Por lo general, drena a través del sistema venoso sistémico hacia la aurícula derecha, la vena cava o los sistemas ácigos.
- Las anomalías congénitas ocurren con mayor frecuencia en pacientes con secuestro extralobar que intralobar.
- Las anomalías asociadas incluyen malformación adenomatoide quística congénita, hernia diafragmática congénita, anomalías vertebrales, cardiopatía congénita, hipoplasia pulmonar y duplicación colónica.
- Dado que está envuelto en su propio saco pleural, rara vez se infecta, por lo que casi siempre se presenta como una masa homogénea de tejido blando.
- La masa puede estar estrechamente asociada con el esófago y pueden desarrollarse fístulas.